# یوهان فریدریش فاش
یوهان فریدریش فاش (به آلمانی: Johann Friedrich Fasch) (زادهٔ ۱۵ آوریل ۱۶۸۸ – درگذشتهٔ ۵ دسامبر ۱۷۵۸) آهنگساز و نوازندهٔ ویولن اهل آلمان بود.
آثار او عموماً در فرم‌های کانتات، کنسرتو، سمفونی، و موسیقی مجلسی است.
پسرش کارل فریدریش کریستیان فاش نیز آهنگساز و نوازندهٔ هارپسیکورد بود.

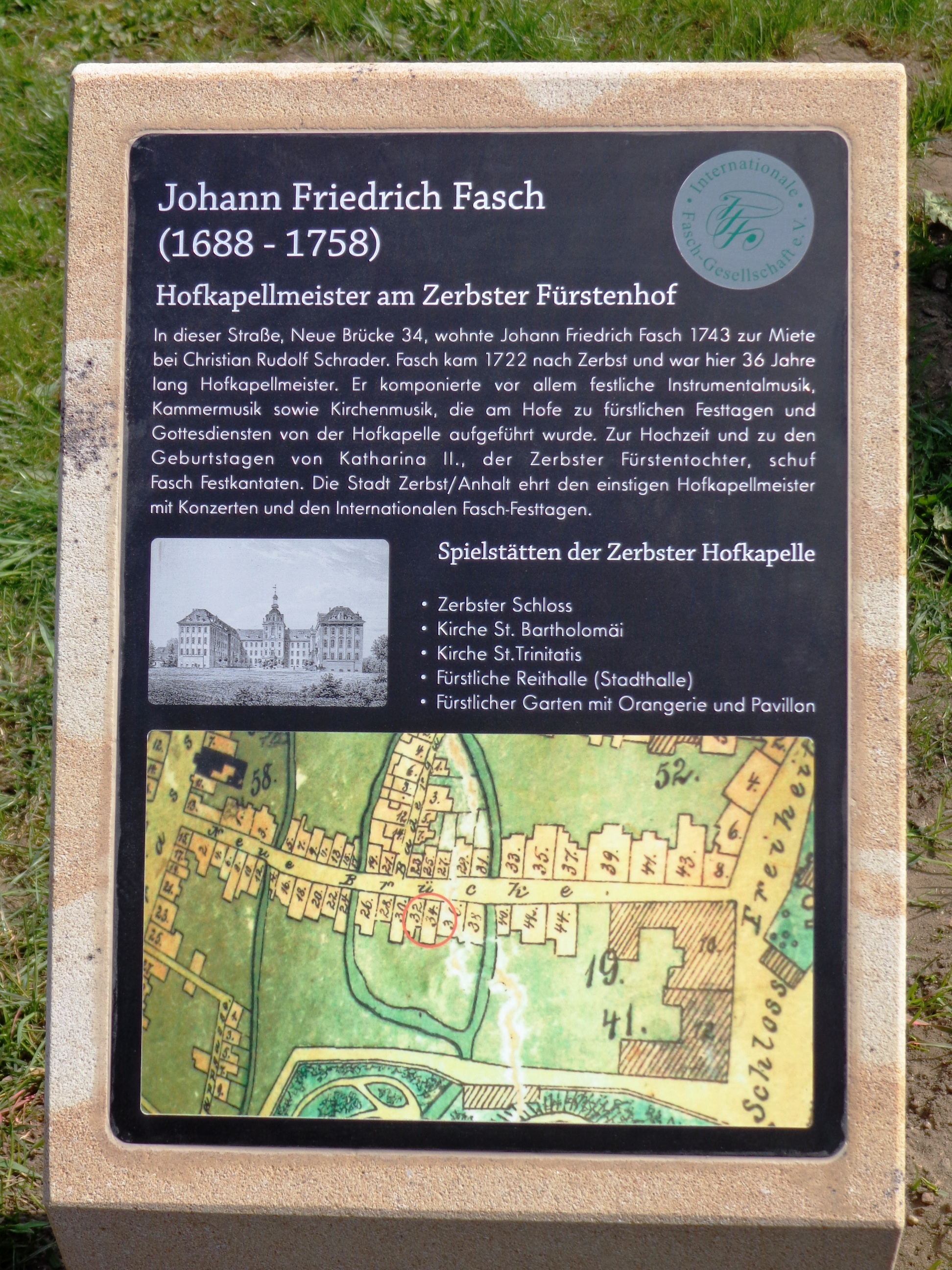
یادبودِ یوهان فریدریش فاش در شهرِ درگذشتش، تسربست، که در آوریل ۲۰۱۳ رونمایی شد.